# RG RADIO
RG RADIO（アールジーレディオ）は、TVアニメ『RED GARDEN』をより深く楽しむためのインターネットラジオ番組である。全17回放送された。
劇中で主人公達を戦いに導いた張本人「ルーラ」役の田中理恵を案内人（メインパーソナリティー）に、毎週出演者からゲストパーソナリティを迎えて『RED GARDEN』の謎に迫る。
出演者たちは、作中のキャラになり切ることもあれば、素のトークを展開することもある。また、リスナーを『あなたたち』と呼ぶことになっている。

## 概要
- メインパーソナリティ：田中理恵（ルーラ役）
- 配信サイト：音泉、公式サイト
- 配信日：毎週金曜日（音泉）、毎週水曜日（公式サイト）
- 配信期間：2006年12月1日～2007年3月30日（音泉）、2006年12月6日～（公式サイト）
- 提供：トライネットエンタテインメント、GDH、GONZOスタイル、GONZO MOBILE、COSPA

## ゲストパーソナリティ
- #01,02　新谷良子（レイチェル役）
- #03,04,17　富坂晶（ケイト役）
- #05,06　福圓美里（リーズ役）
- #07,08　辻あゆみ（ローズ役）
- #09,10　近藤隆（JC役）
- #11,12　小林恵美（ポーラ役）
- #13,14　後藤沙緒里（ジェシカ役）
- #15　木村はるか（アマンダ役）
- #16　石毛佐和（ルーシー役）

## コーナー
あなたたちは死んだのよ・・・
リスナーから「自分の死ぬような思いをした体験談」を募集。
WHAT’S RED GARDEN ？
未だ全貌が不明の「RED GARDEN」の意味を予想するコーナー。
失われた日記を求めて・・・
ルーラと、ゲストパーソナリティーが演じるキャラとの2回限定の交換日記という形で、毎回テーマを決めてメールを募集するコーナー。
知れば知るほど深みにはまっていくわよ・・・
ルーラこと田中と毎回のゲストパーソナリティーとのトークコーナー。
RED ANOTHER GARDEN
ルーラともう一人の登場キャラとの、あるワンシーンを描いたラジオドラマ。
ルーラからの指令
『RED GARDEN』の情報コーナー。ルーラから与えられた指令を、ゲストパーソナリティーが告知する形式。